# Lijst van scènes, aria's en koren met orkest van Mozart
De categorie Scènes, aria's, vocale duetten, trio's en kwartetten in de Köchelverzeichnis omvat 54 aria's van Mozart voor sopraan, alt, tenor of bas en 4 vocale ensembles voor twee, drie of vier stemmen.
De categorie scènes, aria's, vocale duetten, trio's en kwartetten omvat de volgende soorten vocale werken:
- scenas (scènes) of concertaria's, bestemd voor uitvoering in een concertuitvoering, los van een dramatische context zoals in een opera of een oratorium. Er is hierbij geen verband met de term scène in relatie tot een toneelstuk of film, wat meestal betrekking heeft op een zelfstandige dramatische (sub)eenheid van een acte. Een scena betreft een aria met een voorafgaand recitatief dat de volgende aria inhoudelijk inleidt en plaatst. In het onderstaande overzicht zijn zij te herkennen door de scheiding in de titel met 3 punten.
- invoegaria's op een nieuwe tekst om de rol van de operakarakter uit te breiden; ook geschreven om de vocale kwaliteiten van een specifieke zanger of zangeres nog beter tot hun recht te laten komen.
- vervangende aria's die al bestaande aria's in Mozarts eigen opera's of in die van andere componisten moesten vervangen, vaak op basis van dezelfde tekst; reden hiervoor kunnen de technisch vocale kwaliteiten van de specifieke uitvoerder zijn die of meer of anders kan, of meer eist, of juist niet in staat is de originele aria uit te voeren.
- aria's voor gebruik in huiselijke kring met familie of vrienden;
- aria's voor officiële gelegenheden, op teksten die een rijke beschermheer moeten prijzen;
- aria's uit Mozarts leerperiode, veelal op teksten van Pietro Metastasio.

| Aria's, scènes, aria's en koren met orkest van Mozart | Aria's, scènes, aria's en koren met orkest van Mozart        | Aria's, scènes, aria's en koren met orkest van Mozart        | Aria's, scènes, aria's en koren met orkest van Mozart | Aria's, scènes, aria's en koren met orkest van Mozart                                        | Aria's, scènes, aria's en koren met orkest van Mozart |
| KV                                                    | titel                                                        | plaats van compositie                                        | auteur                                                | bezetting                                                                                    | opmerkingen |
| SOPRAAN                                               | SOPRAAN                                                      | SOPRAAN                                                      | SOPRAAN                                               | SOPRAAN                                                                                      | SOPRAAN |
| ----------------------------------------------------- | ------------------------------------------------------------ | ------------------------------------------------------------ | ----------------------------------------------------- | -------------------------------------------------------------------------------------------- | --- |
| 23                                                    | Conservati fedele                                            | Den Haag, oktober 1765                                       | Pietro Metastasio (uit diens Artaserse)               | sopraan en strijkers                                                                         | mogelijk geschreven voor Caroline van Nassau-Weilburg |
| 78 (73b)                                              | Per pièta, bell'idol mio                                     | Den Haag, 1765-1766                                          | Pietro Metastasio (uit diens Artaserse)               | sopraan, 2 hobo's, 2 hoorns en strijkers                                                     | |
| 79 (73d)                                              | O temerario Arbace...Per quel paterno amplesso               | Holland, 1765-1766                                           | Pietro Metastasio (uit diens Artaserse)               | sopraan, 2 hobo's, 2 fagotten, 2 hoorns en strijkers                                         | KV 73d is een fragment van 3 maten |
| 70 (61c)                                              | A Bernice...Sol nascente                                     | Salzburg, 1767-1769                                          | anoniem                                               | sopraan, 2 hoorns en strijkers                                                               | waarschijnlijk een licenza (een eerbetoon ingevoegd in een opera), ingevoegd in Giuseppe Sarti's opera Vologeso, en ter ere van Prins-aartsbisschop Sigismund von Schrattenbach                                                                                  |
| K. deest                                              | Cara, se le mie pene                                         | Salzburg? 1767?                                              | anoniem                                               | sopraan, 2 hoorns, viool, altviool en bas                                                    | |
| 88 (73c)                                              | Fra cento affani e cento                                     | Milaan, februari of maart 1770                               | Pietro Metastasio                                     | sopraan, 2 hobo's, 2 hoorns, 2 trompetten en strijkers                                       | aria monumentale, hoogstwaarschijnlijk voor een virtuso castraat geschreven; in autograaf sterke inkortingen |
| 77 (73e)                                              | Misero me...Misero pargoletto                                | Milaan, maart 1770                                           | Pietro Metastasio (uit diens Demofoonte)              | sopraan, 2 hobo's, 2 fagotten, 2 hoorns en strijkers                                         | |
| 82 (73o)                                              | Se ardire, e speranza                                        | Rome, 25 april 1770                                          | Pietro Metastasio (uit diens Demofoonte)              | sopraan, 2 fluiten, 2 hoorns en strijkers                                                    | geschreven voor de castraat Giovanni Manzuoli, die de titelrol zong in Mozarts Ascanio in Alba |
| 83 (73p)                                              | Se tuti i mali miei                                          | Rome, april of mei 1770                                      | Pietro Metastasio (uit diens Demofoonte)              | sopraan, 2 hobo's, 2 hoorns en strijkers                                                     | geschreven voor de sopraan Anna Lucia de Amicis, die de rol van Giunia in Mozarts Lucio Silla zong |
| 74b                                                   | Non curo l'affetto                                           | Milaan of Padua, begin 1771                                  | Pietro Metastasio (uit diens Demofoonte)              | sopraan, 2 hobo's, 2 hoorns en strijkers                                                     | |
| 217                                                   | Voi avete un cor fedele                                      | Salzburg, 26 oktober 1775                                    | anoniem                                               | sopraan, 2 hobo's, 2 hoorns en strijkers                                                     | vervangende aria voor Baldassare Galuppi's opera Le nozze di Dorinda |
| 272                                                   | Ah, lo prevedi...Ah, t'invola agl'occhi miei                 | Salzburg, augustus 1777                                      | Vittorio Amadeo Cigna-Santi (uit diens Andromeda)     | sopraan, 2 hobo's, 2 hoorns en strijkers                                                     | concertaria; geschreven voor de Praagse sopraan Josepha Dussek, echtgenote van Jan Ladislav Dussek |
| 294                                                   | Alcando, lo confesso...Non sò d'onde vieni                   | Mannheim, 24 februari 1778                                   | Pietro Metastasio (uit diens Olimpiade)               | sopraan, 2 fluiten, 2 klarinetten, 2 fagotten, 2 hoorns en strijkers                         | concertaria geschreven voor Aloysia Weber; later zette Mozart de tekst op nieuwe muziek voor bas (KV 512); samen met KV 295 en KV 486a in 4 dagen geschreven tijdens het eerste verblijf in Mannheim.                                                            |
| 486a (295a)                                           | Basta vincesti...Ah, non lasciarmi, no                       | Mannheim, 27 februari 1778                                   | Pietro Metastasio (uit diens Didone abbandonata)      | sopraan, 2 fluiten, 2 fagotten, 2 hoorns en strijkers                                        | concertaria geschreven voor Dorothea Wendling, die de rol van Ilia in Idomeneo zou zingen; samen met KV 294 en KV 295 in 4 dagen geschreven tijdens het eerste verblijf in Mannheim                                                                              |
| 538                                                   | Ah se in ciel, benigne stelle                                | schetsen in Mannheim? 1778?; voltooid in Wenen, 4 maart 1788 | Pietro Metastasio (uit diens L'eroe cinese)           | sopraan, 2 hobo's, 2 fagotten, 2 hoorns en strijkers                                         | geschreven voor Aloysia Weber; in particella (zangpartij plus baslijn) geschreven in Mannheim, de latere versie zou Mozarts laatste compositie voor Weber zijn.                                                                                                  |
| 316 (300b)                                            | Popoli di Tessaglia...Io non chiedo, eterni dei              | Parijs, juli 1778; München, 8 januari 1779                   | Raniero de Calzabigi                                  | sopraan, hobo, fagot, 2 hoorns en strijkers                                                  | concertaria voor Aloysia Weber, op een tekst uit Glucks opera Alceste |
| 368                                                   | Ma che vi fece, o stelle...Sperai vicino il lido             | Salzburg, 1779-1780 of München 1780-1781                     | Pietro Metastasio (uit diens Demofoonte)              | sopraan, 2 fluiten, 2 fagotten, 2 hoorns en strijkers                                        | concertaria, waarschijnlijk geschreven voor Elisabeth Wendling, die de rol van Electra in Idomeneo zong |
| 369                                                   | Misera, dove son!...Ah! non son'io che parlo                 | München, 8 maart 1781                                        | Pietro Metastasio (uit diens Ezio)                    | sopraan, 2 fluiten, 2 hoorns en strijkers                                                    | concertaria; Mozarts laatste werk voor hij definitief vertrok naar Wenen |
| 374                                                   | A questo seno deh vieni...Or che il ciel                     | Wenen, april 1781                                            | Giovanni de Gamerra (uit diens Sismano nel Mogul)     | sopraan, 2 hobo's, 2 hoorns en strijkers                                                     | geschreven voor de mannelijke sopraan Francesco Caccarelli, eveneens in dienst van aartsbisschop Colloredo, ter gelegenheid van een concert voor diens vader, Prins Rudolf Joseph Colloredo                                                                      |
| 119 (382h)                                            | Der Liebe himmliches Gefühl                                  | Wenen?, 1782?                                                | anoniem                                               | sopraan, [2 hobo's, 2 hoorns en strijkers]                                                   | bestaat alleen in een ongedateerde autograaf (voor stem en piano); Ludwig Köchel maakt melding van orkestdelen, die nu verloren zijn. |
| 383                                                   | Nehmt meinen Dank, ihr holden Gönner                         | Wenen, 10 april 1782                                         | anoniem                                               | sopraan, fluit, hobo, fagot en strijkers                                                     | geschreven voor Aloysia Weber |
| 416                                                   | Mia speranza adorata...Ah, non sai qual pena                 | Wenen, 8 januari 1783                                        | Gaetano Sertor (uit diens Zemira)                     | sopraan, 2 hobo's, 2 fagotten, 2 hoorns, strijkers                                           | concertaria, geschreven voor Aloysia Weber |
| 178 (125i, 417e)                                      | Ah, spiergarti, oh Dio                                       | Wenen, juni 1783                                             | anoniem                                               | sopraan, [orkest]                                                                            | bestaat alleen in een ongedateerde autograaf (voor stem en piano); er is ook een ongedateerde autograaf met alleen de vocale partij. |
| 418                                                   | Vorrei speigarvi, oh Dio                                     | Wenen, 20 juni 1783                                          | anoniem                                               | sopraan, 2 hobo's, 2 fagotten, 2 hoorns en strijkers                                         | geschreven voor Aloysia Weber voor haar Weense debuut, voor Pasquale Anfossi's Il curioso indiscreto, evenals KV 419 en 420 |
| 419                                                   | No, no, che non sei capace                                   | Wenen, juni 1783                                             | anoniem                                               | sopraan, 2 hobo's, 2 hoorns, 2 trompetten, pauken en strijkers                               | geschreven voor Aloysia Weber voor haar Weense debuut, voor Pasquale Anfossi's Il curioso indiscreto, evenals KV 418 en 420 |
| 490                                                   | Non più, tutti ascolti...Non temer, amato bene               | Wenen, 10 maart 1786                                         | anoniem (Lorenzo da Ponte?)                           | sopraan, 2 klarinetten, 2 fagotten, obligaat viool en strijkers                              | invoegaria voor een privéuitvoering van Idomeneo in het paleis van Prins Johann Adam Auersperg |
| 505                                                   | Ch'io mi scordi di te?...Non temer, amato bene               | Wenen, 26 december 1786                                      | anoniem (Lorenzo da Ponte?)                           | sopraan, 2 klarinetten, 2 fagotten, 2 hoorns, obligaat fortepiano en strijkers               | geschreven voor het afscheidsconcert van Ann Selina (Nancy) Storace, die de rol van Susanna in Le nozze di Figaro had gezongen; Mozart speelde zelf de pianopartij bij het concert.                                                                              |
| 528                                                   | Bella mia fiamma...Resta, o cara                             | Praag, 3 november 1787                                       | D. Michele Scarcone                                   | sopraan, fluit, 2 hobo's, 2 fagotten, 2 hoorns en strijkers                                  | geschreven voor Josepha Dussek; Mozart verbleef bij de Dusseks in hun Villa Bertramka bij Praag. |
| 540c                                                  | In quali eccessi...Mi tradi quell'alma ingrata               | Wenen, 30 april 1788                                         | Lorenzo da Ponte                                      | sopraan, fluit, 2 klarinetten, fagot, 2 hoorns en strijkers                                  | invoegaria, voor de heropvoering van Don Giovanni in opdracht van keizer Jozef II in het Burgtheater op 7 mei 1788 |
| 577                                                   | Al desio, di chi t'adora                                     | Wenen, juli 1789                                             | Lorenzo da Ponte?                                     | sopraan, 2 bassethoorns, 2 fagotten, 2 hoorns en strijkers                                   | vervangende aria voor de aria Deh vientri, voor de rol van Susanna in de heruitvoering van Le nozze di Figaro; geschreven voor de sopraan Francesca Adriana Gabrielli die de rol van Fiordiligi in de première van Così fan tutte zou zingen                     |
| 578                                                   | Alma grande e nobil core                                     | Wenen, augustus 1789                                         | Giuseppe Palomba                                      | sopraan, 2 hobo's, 2 fagotten, 2 hoorns en strijkers                                         | invoegaria voor de heruitvoering van Domenico Cimarosa's I due baroni di Rocca Azzura op 6 september 1789, geschreven voor de sopraan Louise Villeneuve die de rol van Dorabella in de première van Così fan tutte zou zingen                                    |
| 579                                                   | Un moto di gioia                                             | Wenen, augustus 1789                                         | Lorenzo de Ponte                                      | sopraan, fluit, hobo, fagot, 2 hoorns en strijkers                                           | vervangende aria (arietta) voor de aria Venite inginocchiatevi voor de rol van Susanna in de heruitvoering van Le nozze di Figaro; geschreven voor de sopraan Francesca Adriana Gabrielli die de rol van Fiordiligi in de première van Così fan tutte zou zingen |
| 580                                                   | Schon lacht der holde Frühling                               | Wenen, 17 september 1789                                     | anoniem                                               | sopraan, 2 klarinetten, 2 fagotten, 2 hoorns en strijkers                                    | geschreven voor een nieuwe productie van Giovanni Paisiello's Il Barbiere di Siviglia, voor Mozarts oudste schoonzus Josepha Hofer-Weber; productie is niet uitgevoerd; alleen vocale partij is compleet, de orkestratie slechts in schetsvorm                   |
| 582                                                   | Chi sà, chi sà, qual sia                                     | Wenen, oktober 1789                                          | Lorenzo da Ponte?                                     | sopraan, 2 klarinetten, 2 fagotten, 2 hoorns en strijkers                                    | invoegaria, geschreven voor Louise Villeneuve, voor een heruitvoering van Vicente Martín y Solers Il burbero di buon cuore op 9 november 1789 |
| 583                                                   | Vado, ma dove?                                               | Wenen, oktober 1789                                          | Lorenzo da Ponte?                                     | sopraan, 2 klarinetten, 2 fagotten, 2 hoorns en strijkers                                    | invoegaria, geschreven voor Louise Villeneuve, voor een heruitvoering van Vicente Martín y Solers Il burbero di buon cuore op 9 november 1789 |
| ALT                                                   |                                                              |                                                              |                                                       |                                                                                              | |
| 255                                                   | Ombra felice...Io ti lascio                                  | Salzburg, september 1776                                     | Giovanni di Gamerra                                   | alt, 2 hobo's, 2 hoorns en strijkers                                                         | concertaria, geschreven voor de castraat Francesco Fortini |
| TENOR                                                 |                                                              |                                                              |                                                       |                                                                                              | |
| 21 (19c)                                              | Va, dal furor portata                                        | Londen, 1765                                                 | Pietro Metastasio (uit diens Ezio)                    | tenor, 2 hobo's, 2 fagotten, 2 hoorns en strijkers                                           | bewaard in een tweetal afschriften van Leopold Mozart |
| 36 (33i)                                              | Or che il dover...Tali e cotanti sono                        | Salzburg, december 1766                                      | anoniem                                               | tenor, 2 hobo's, 2 fagotten, 2 hoorns, 2 trompetten, pauken en strijkers                     | licenza-aria (aria als eerbetoon), en ingevoegd in de intermezzo Il cavaliere di spirito t.g.v. de verjaardag van de wijding van aartsbisschop Sigismund von Schrattenbach op 21 december 1766                                                                   |
| 209                                                   | Si mostra la sorte                                           | Salzburg, 19 mei 1775                                        | anoniem                                               | tenor, 2 fluiten, 2 hoorns en strijkers                                                      | |
| 210                                                   | Con ossequio, conrispetto                                    | Salzburg, mei 1775                                           | anoniem                                               | tenor, 2 hobo's, 2 hoorns en strijkers                                                       | invoegaria voor Niccolò Piccinni's L'Astratto, ovvero Il giocatore fortunato |
| 256                                                   | Clarice cara mia sposa                                       | Salzburg, september 1776                                     | anoniem                                               | tenor, 2 hobo's, 2 hoorns en strijkers                                                       | geschreven voor de tenor Antonio Palmini, voor Niccolò Piccinni's L'Astratto, ovvero Il giocatore fortunato; bewaard is ook gebleven een schets in G (KV 626b) van 72 maten                                                                                      |
| 295                                                   | Se al labbro mio non credi                                   | Mannheim, 27 februari 1778                                   | Antonio Salvi                                         | tenor, 2 fluiten, 2 hobo's, 2 fagotten, 2 hoorns en strijkers                                | geschreven voor de tenor Anton Raaff, die later de titelrol bij de première van Idomeneo zou zingen; samen met KV 294 en KV 486a in 4 dagen geschreven tijdens het eerste verblijf in Mannheim; autograaf met sterke inkortingen op verzoek van Raaff            |
| 435 (416b)                                            | Müsst'ich auch durch tausend Drachen                         | Wenen? 1783?                                                 | anoniem                                               | tenor, fluit, hobo, klarinet, 2 fagotten, 2 hoorns, 2 trompetten, pauken en strijkers        | |
| 420                                                   | Per pièta non ricercate                                      | Wenen, 21 juni 1783                                          | anoniem                                               | tenor, 2 klarinetten, 2 fagotten, 2 hoorns en strijkers                                      | invoegaria voor Pasquale Anfossi's Il curioso indiscreto, evenals KV 418 en 419; geschreven voor de tenor Johann Valentin Adamsberger |
| 431 (425b)                                            | Misero! O sogno...Aura che intorno spiri                     | Wenen? december 1783?                                        | anoniem                                               | tenor, 2 fluiten, 2 fagotten, 2 hoorns en strijkers                                          | concertaria, geschreven voor de tenor Johann Valentin Adamsberger |
| 540a                                                  | Dalla sua pace                                               | Wenen, 24 april 1788                                         | Lorenzo da Ponte                                      | tenor, fluit, 2 hobo´s, 2 fagotten, 2 hoorns en strijkers                                    | vervangende aria, voor de heropvoering van Don Giovanni in opdracht van de keizer in het Burgtheater op 7 mei 1788 ter vervanging van de aria Il mio tesoro; geschreven voor de tenor Francesco Morella                                                          |
| BAS                                                   |                                                              |                                                              |                                                       |                                                                                              | |
| 432 (421a)                                            | Cosi dunque tradisci...Aspri rimorsi atroci                  | Wenen? 1783                                                  | Pietro Metastasio                                     | bas, 2 fluiten, 2 hobo's, 2 fagotten, 2 hoorns en strijkers                                  | invoegaria voor Andrea Bernasconi's Temistocle, in opdracht geschreven voor de bas Karl Ludwig Fischer, die de rol van Osmin in Die Entführung aus dem Serail had gezongen                                                                                       |
| 512                                                   | Alcandro, lo confesso...Non sò d'onde vieni                  | Wenen, 19 maart 1787                                         | Pietro Metastasio                                     | bas, fluit, 2 hobo's, 2 fagotten, 2 hoorns en strijkers                                      | in opdracht geschreven voor de bas Karl Ludwig Fischer |
| 513                                                   | Mentre ti lascio                                             | Wenen, 23 maart 1787                                         | Duca Sant'Angioli-Morbilli                            | bas, fluit, 2 klarinetten, 2 fagotten, 2 hoorns en strijkers                                 | geschreven voor de amateurbas Gottfried von Jacquin |
| 539                                                   | Ein deutsches Kriegslied ("Ich möchte wohl der Kaiser sein") | Wenen, 5 maart 1788                                          | Johann Wilhelm Ludwig Gleim                           | bas, piccolo, 2 hobo's, 2 fagotten, 2 hoorns, slagwerk en strijkers                          | geschreven voor patriottisch concert in Wenen aan het begin van de Turkse oorlogen, voor de bas Friedrich Baumann Jr. |
| 541                                                   | Un bacio di mano                                             | Wenen, mei 1788                                              | Lorenzo da Ponte?                                     | bas, 2 hobo's, 2 fagotten, 2 hoorns en strijkers                                             | invoegaria voor Pasquale Anfossi's Le gelosie fortunate voor de bas Francesco Albertarelli |
| 621a (KV Anh 245)                                     | Io ti lascio                                                 | Wenen? 1788?                                                 | anoniem                                               | bas en strijkers                                                                             | Constanze Mozart deelde in 1799 mee dat deze aria niet door haar man is geschreven. |
| 584                                                   | Rivolgete a lui lo sguardo                                   | Wenen, december 1789                                         | Lorenzo da Ponte                                      | bas, 2 hobo's, 2 hoorns, 2 trompetten, pauken en strijkers                                   | oorspronkelijke aria voor Guglielmo in Così fan tutte, maar in verband met de lengte vervangen door Non siate ritrosi |
| 612                                                   | Per questa bella mano                                        | Wenen, 8 maart 1791                                          | anoniem                                               | bas, fluit, 2 hobo's, 2 fagotten, 2 hoorns, strijkers met obligaat contrabas                 | geschreven voor de bas Franz Gerl, de eerste Sarastro in Die Zauberflöte en voor de eerste bassist in het orkest van Schikaneder, Friedrich Pichelberger |
| DUETTEN, TRIO'S EN KWARTETTEN                         |                                                              |                                                              |                                                       |                                                                                              | |
| 479                                                   | Dite almeno in che mancai                                    | Wenen, 5 november 1785                                       | Lorenzo da Ponte?                                     | sopraan, tenor en 2 bassen, 2 hobo's, 2 klarinetten, 2 fagotten, 2 hoorns en strijkers       | vervangend ensemble voor de Weense première van Francesco Bianchi's La villanella rapita op 28 november 1785 |
| 480                                                   | Mandina amabile                                              | Wenen, 21 november 1785                                      | Lorenzo da Ponte?                                     | sopraan, tenor en bas, 2 fluiten, 2 hobo's, 2 klarinetten, 2 fagotten, 2 hoorns en strijkers | vervangend ensemble voor de Weense première van Francesco Bianchi's La villanella rapita op 28 november 1785 |
| 489                                                   | Spiegarti non poss'io                                        | Wenen, 10 maart 1786                                         | anoniem                                               | sopraan en tenor, 2 hobo's, 2 fagotten, 2 hoorns en strijkers                                | invoegaria voor een privéuitvoering van Idomeneo in het paleis van Prins Johann Adam Auersperg |
| 540b                                                  | Per queste tue manine                                        | Wenen, 28 april 1788                                         | LOrenzo da Ponte                                      | sopraan en bas, 2 fluiten, 2 hobo's, 2 fagotten, 2 trompetten en strijkers                   | nieuw duet, voor de heropvoering van Don Giovanni in opdracht van de keizer in het Burgtheater op 7 mei 1788 |